# Kenny van Hummel
Kenny Robert van Hummel (n. Arnhem, 30 de setembro de 1982) é um exciclista profissional neerlandês cuja última equipa foi o Androni Giocattoli-Venezuela.

## Biografia
Anteriormente corria em ciclocross e deu seu passo a estrada em 2006 onde passou a fazer parte do Skil Shimano, a única equipa em ciclismo de estrada no que tem estado até ao momento. O seu passo pelo ciclocross foi bastante destacado já que em seu primeiro ano ficou terceiro no Campeonato Júnior da Holanda. A sua primeira vitória nesta modalidade foi em 2003 no ZLM Tour. Desde então, tem conseguido várias vitórias. Seu passo pelo ciclocross chegou a seu fim em 2006 quando decidiu se juntar ao Skil Shimano. Em 2009 enfrentou o seu melhor ano como ciclista em estrada conseguindo várias vitórias, incluindo um segundo posto no Campeonato da Holanda desse ano.
A 22 de novembro de 2014 anunciou a sua retirada do ciclismo depois de nove temporadas como profissional e com 32 anos de idade devido à falta de uma equipa de nível para seguir na elite.

## Palmarés
| 2007 - Volta à Holanda Setentrional 2009 - Tour de Overijssel - 1 etapa dos Quatro Dias de Dunquerque - Batavus Prorace - Dutch Food Valley Classic - Tour de Rijke - 2º no Campeonato dos Países Baixos em Estrada 2010 - 1 etapa do Tour de Picardie - 1 etapa da Volta à Bélgica - 4 etapas do Tour de Hainan 2011 - Profronde van Drenthe, mais 2 etapas - 1 etapa do Volta à Turquia - 3 etapas do Tour de Hainan - Memorial Rik Van Steenbergen | 2012 - 1 etapa do Tour de Picardie 2013 - 1 etapa da Arctic Race da Noruega 2014 - 1 etapa do Tour de Langkawi - 1 etapa do Tour de Azerbaijão - 1 etapa da Volta à Venezuela |

## Resultados nas grandes voltadas
| Carreira           | 2006 | 2007 | 2008 | 2009 | 2010 | 2011 | 2012 | 2013 | 2014 |
| ------------------ | ---- | ---- | ---- | ---- | ---- | ---- | ---- | ---- | ---- |
| Giro d'Italia      | -    | -    | -    | -    | -    | -    | -    | -    | -    |
| Tour de France     | -    | -    | -    | Ab.  | -    | -    | Ab.  | -    | -    |
| Volta a Espanha    | -    | -    | -    | -    | -    | -    | -    | -    | -    |
| Mundial em Estrada | -    | -    | -    | -    | -    | -    | -    | -    | -    |

-: não participa

Ab.: abandono

## Equipas

### Ciclocross
- Rabobank GS3 (2002-2003)
- Van Hemert-Eurogifts (2004)
- Eurogifts.com (2005)

### Estrada
- Skil-Shimano (2006-2011)
- Vacansoleil-DCM Pro Cycling Team (2012-2013)
- Androni Giocattoli-Venezuela (2014)